# École de Barbizon

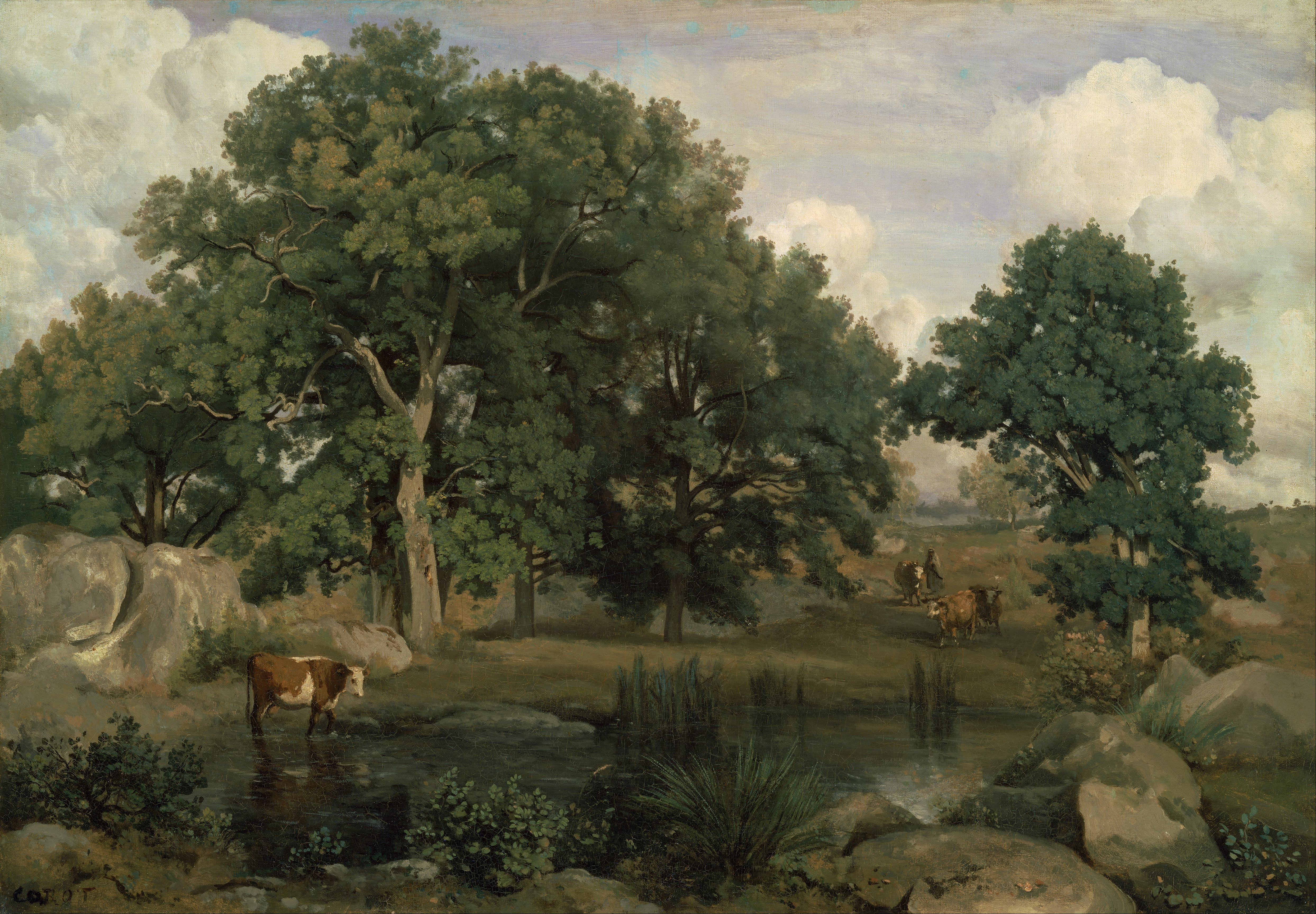
Camille Corot, Forêt de Fontainebleau (1846), musée des Beaux-Arts (Boston).

L'école de Barbizon désigne, de façon informelle, à la fois le centre géographique et spirituel d'une succession de colonies de peintres paysagistes établies autour de Barbizon, et le désir de ceux-ci de travailler « en plein air et d’après nature » dans la forêt de Fontainebleau.
Cet élan pictural prend forme à partir des années 1820 et est intimement lié au romantisme français. Il prend fin dans le milieu de la seconde partie du XIXe siècle, vers 1875.

## Origine du phénomène et invention d'une «école»
Au Salon de Paris de 1791, un peintre, Lazare Bruandet, présente plusieurs paysages, dont Une vue prise dans la forêt de Fontainebleau.
Le premier à se rendre régulièrement de ce côté de la forêt de Fontainebleau fut sans aucun doute Camille Corot qui explore ce lieu dès 1822. À la différence des peintres qui y venaient pour s'exercer à représenter des arbres, il est à la recherche du paysage le plus vrai qu'il veut représenter sans fioritures ni maniérisme : à quelques kilomètres de Paris, cette forêt offre au peintre une sorte de nature sauvage en réduction, loin de l'urbanisme étouffant de la capitale. Le Salon de Paris de 1824 marque un tournant car y sont exposés les maîtres anglais du paysage, tels que John Constable. Par la suite, l'invention du tube de gouache en 1841, l'ouverture d'une ligne de chemin de fer en 1849, sont autant de facteurs qui accélèrent le processus : de plus en plus de peintres vont à Barbizon, à Chailly-en-Bière, à Bourron-Marlotte, au point que la mode est lancée, qu'on les appelle les « plein-airistes », que la presse s'en amuse sous la forme de caricatures, montrant des dizaines de peintres massés devant leurs chevalets, chacun sous un parapluie (L'Illustration, 24 novembre 1849). Cette affluence et l'arrivée du train provoquent bien entendu l'ouverture de nombreuses infrastructures : restaurants, hôtels, épiceries, permettent aux peintres de séjourner plus longuement.
Le terme d'« école » est, depuis au moins les années 1950, remis en cause par les historiens de l'art qui contestent l'idée qu'il y aurait eu une « école » à Barbizon : on a ici plus affaire à un ensemble de peintres aux styles très différents, qui, à des époques très diverses, ont trouvé une source d'inspiration dans la forêt de Fontainebleau. L'appellation « école de Barbizon », forgée en 1891 par un critique d'art britannique, David Croal Thomson (1855-1930), de manière artificielle puisque jamais ces peintres ne se revendiquèrent d'une quelconque école, tient son nom de ce village situé en lisière de la forêt de Fontainebleau (Seine-et-Marne), autour duquel de nombreux artistes affluèrent pendant près de cinquante ans, entre 1825 et 1875. Thomson était le directeur de la filiale de Goupil à Londres, une entreprise leader dans le monde du commerce de l'estampe, notamment paysagière.

## Liste des peintres rattachés à l'école de Barbizon

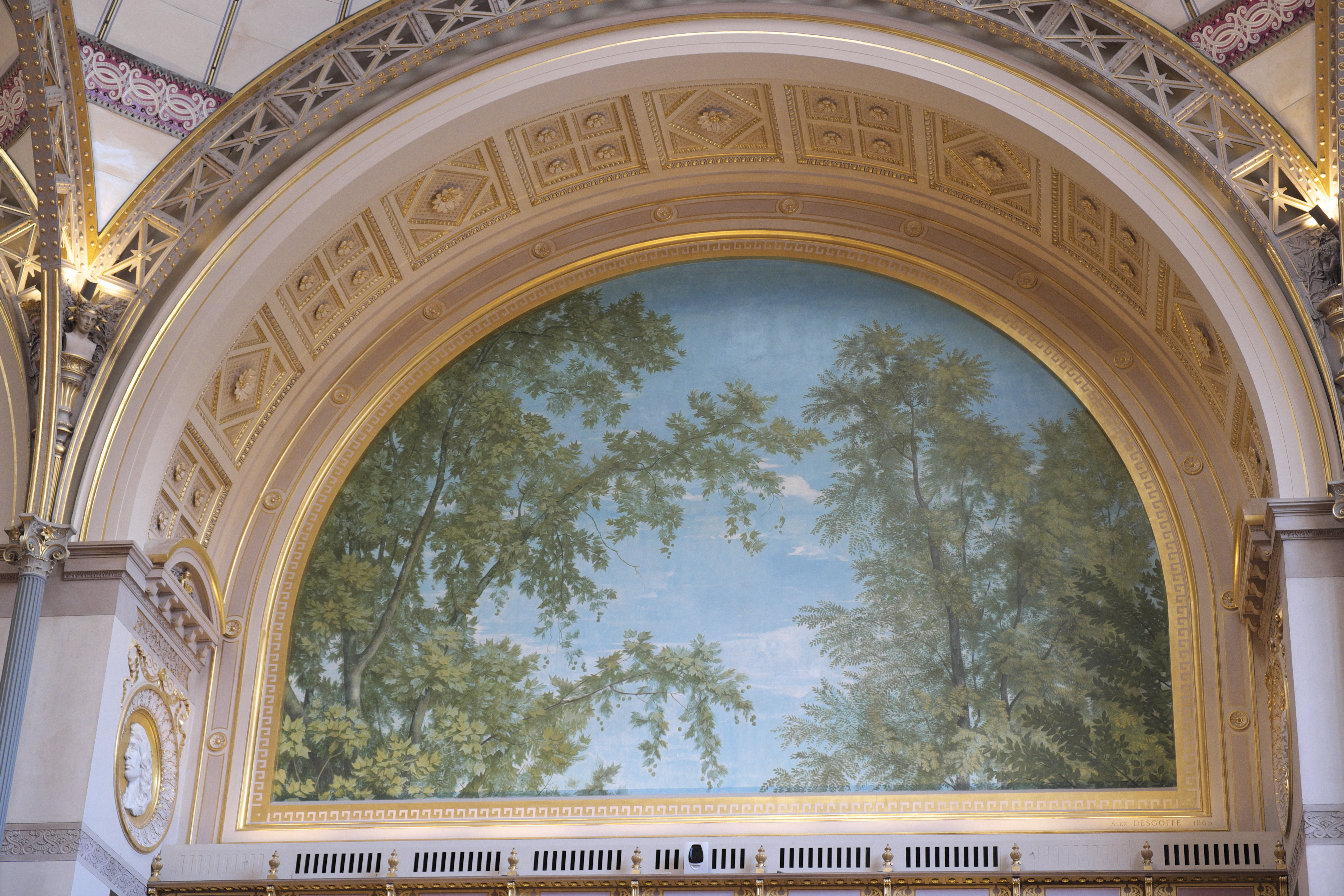
Décor peint de la salle Henri Labrouste (BNF site Richelieu) exécuté en 1861 par Alexandre Desgoffe : arbres chers à Labrouste, en familier de Fontainebleau où il est mort.

Les pionniers qui explorèrent ces lieux furent Jean-Baptiste Camille Corot (1822), Théodore Caruelle d'Aligny, Camille Flers, Paul Huet, Alexandre Desgoffe qui, lui, est allé peindre à Barbizon avant 1830, Narcisse Diaz de la Peña (1836), Lazare Bruandet, puis Charles-François Daubigny (1843), Jean-François Millet (1849) et Théodore Rousseau, qui sont également considérés comme des précurseurs. Gustave Courbet semble y séjourner dès 1841 mais plus sûrement en 1849, et ensuite jusqu'en 1861. Au début des années 1850 Antoine-Louis Barye fréquente Barbizon et finit par s’y installer, il y côtoie les peintres et réalise de nombreuses huiles et aquarelles. Félix Ziem a séjourné à Barbizon dès 1853 et sa présence à l'auberge Ganne est attestée du 13 octobre au 3 novembre de cette année. Il s’y trouve de nouveau en 1860 et fait fabriquer une roulotte qui lui permet de parcourir la forêt de Fontainebleau.

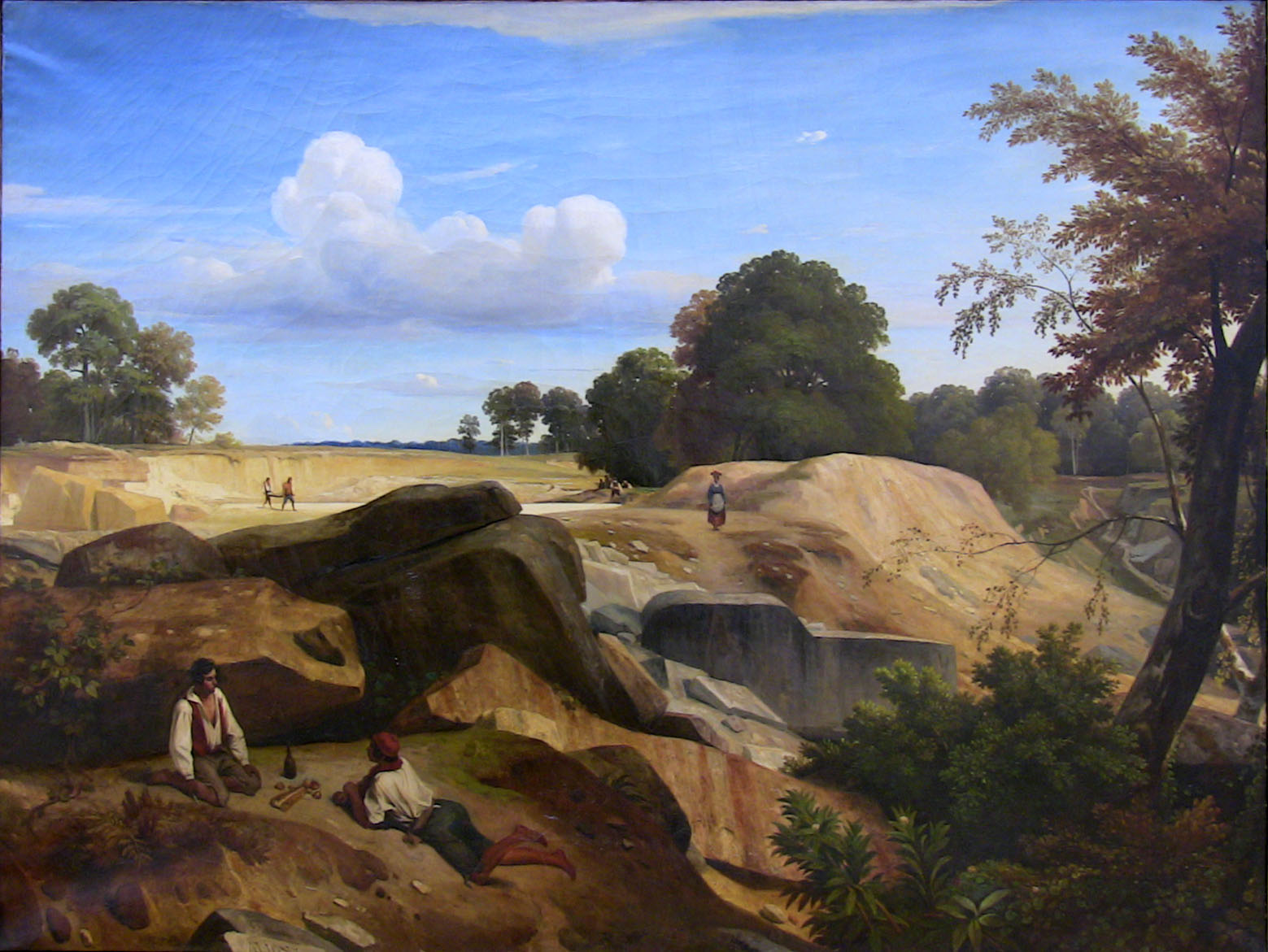
Carrières dans la forêt de Fontainebleau (1833) par Caruelle d'Aligny.

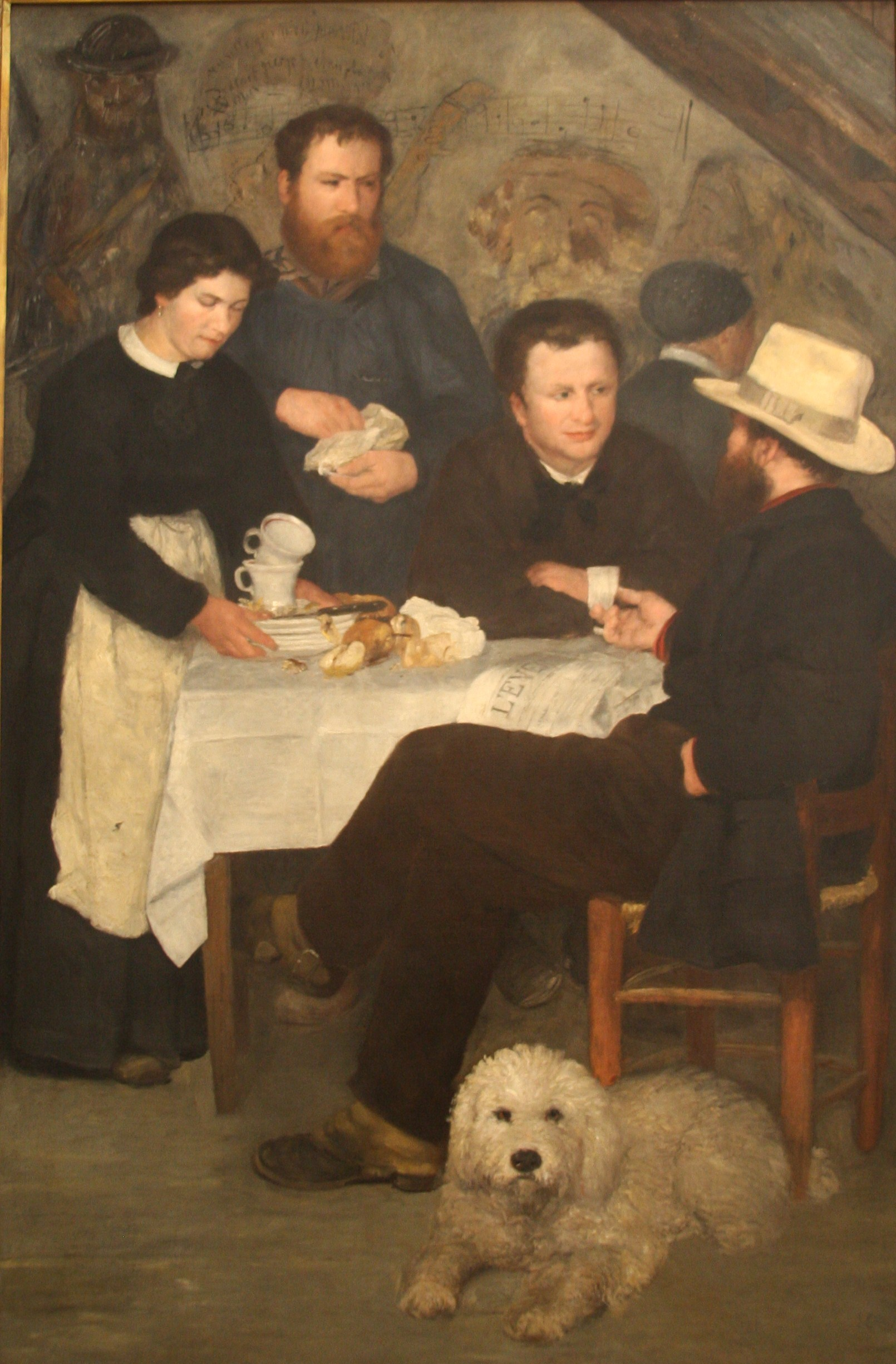
Auguste Renoir, Le cabaret de la Mère Antony (1866, Stockholm, Nationalmuseum) représente un établissement connu des peintres allant à Marlotte,.

Le peintre belge César De Cock y est également rattaché, à qui Théophile Gautier consacrera — selon sa méthode de critique versifiée — un de ses sonnets à La cressonnière, une toile de César De Cock très remarquée au Salon de 1886. Alfred de Knyff en fut également un membre important.

Des pionniers de l'École de Barbizon
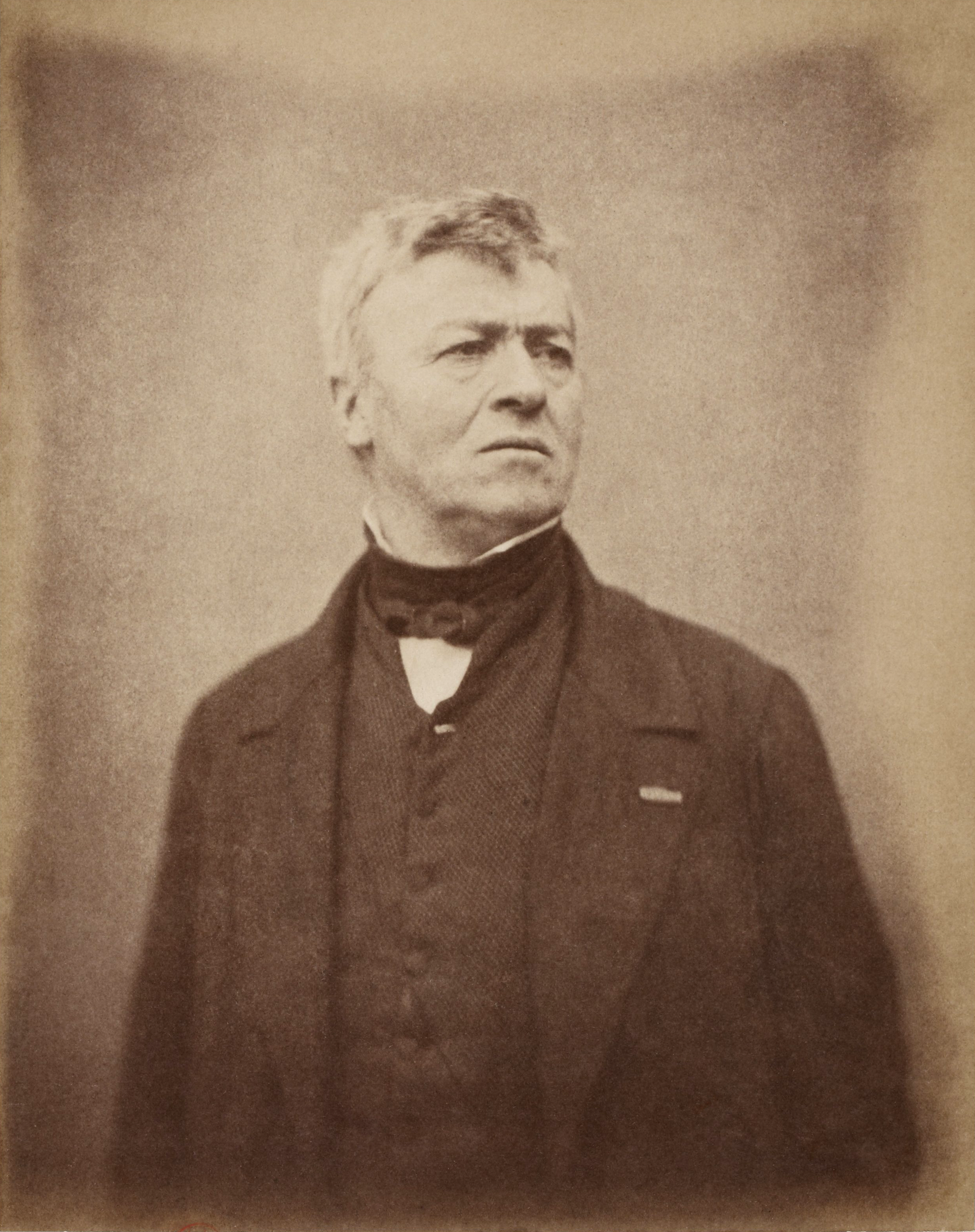
Jean-Baptiste Camille Corot.
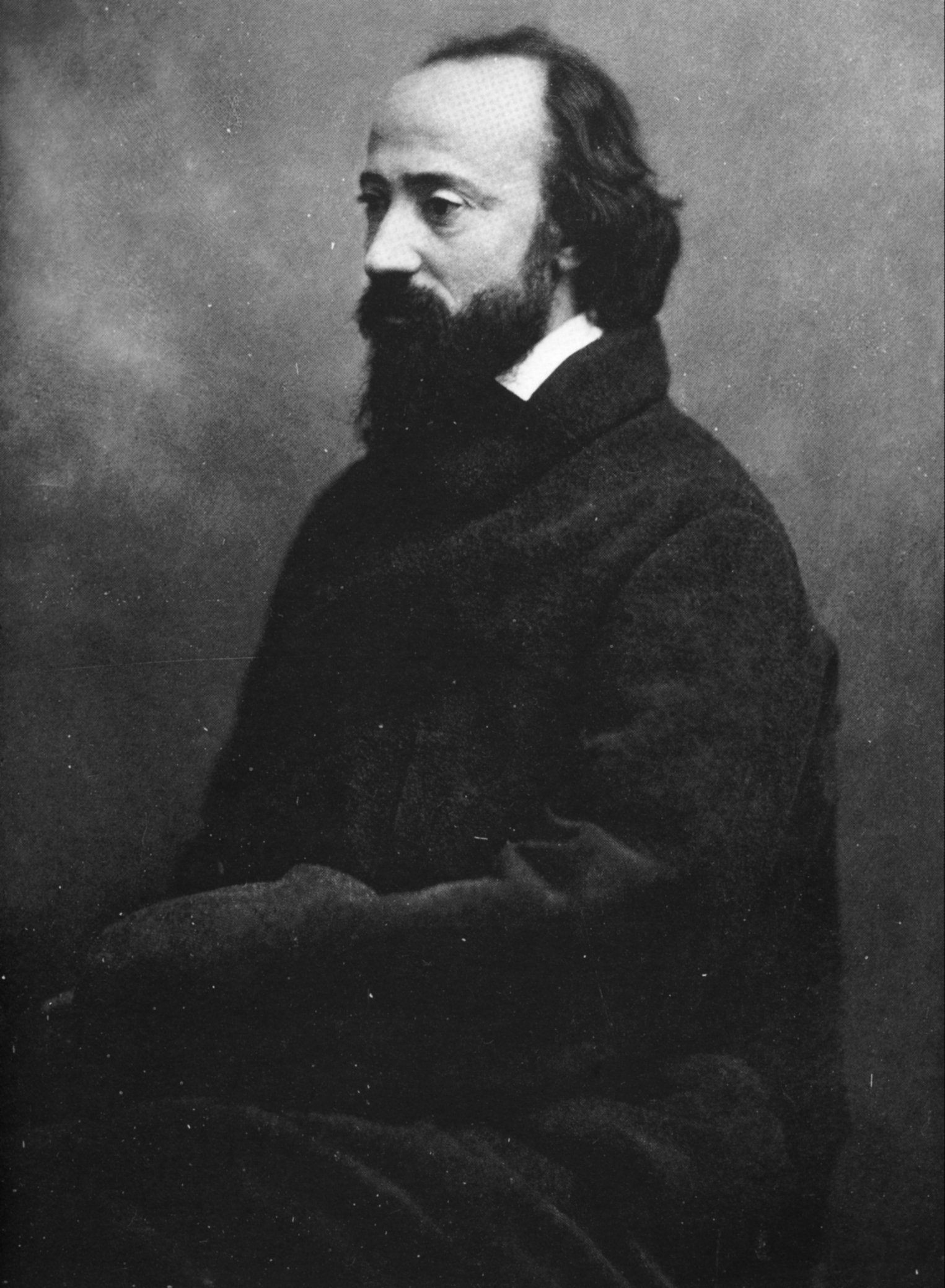
Charles-François Daubigny par Nadar.
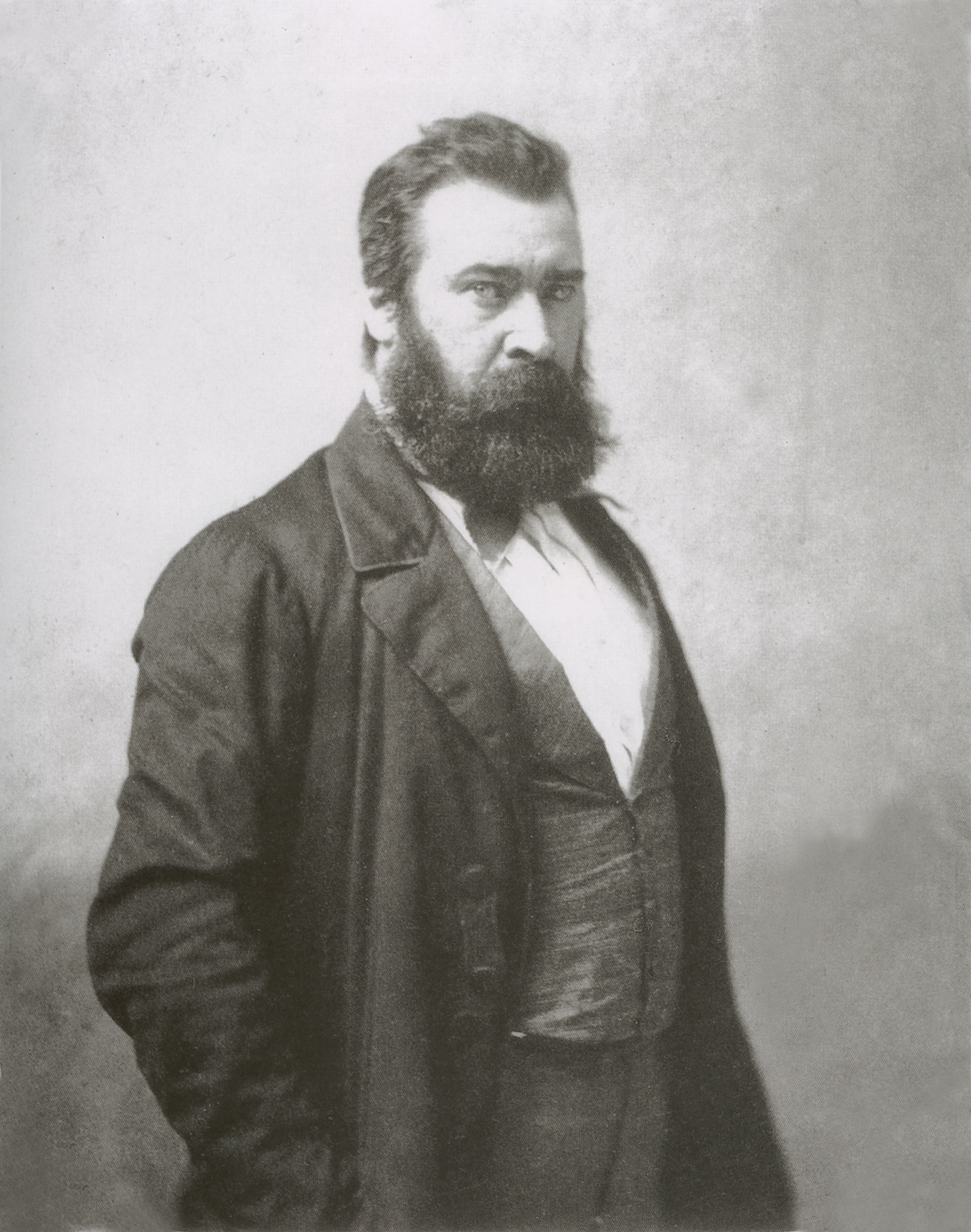
Jean-François Millet par Nadar.

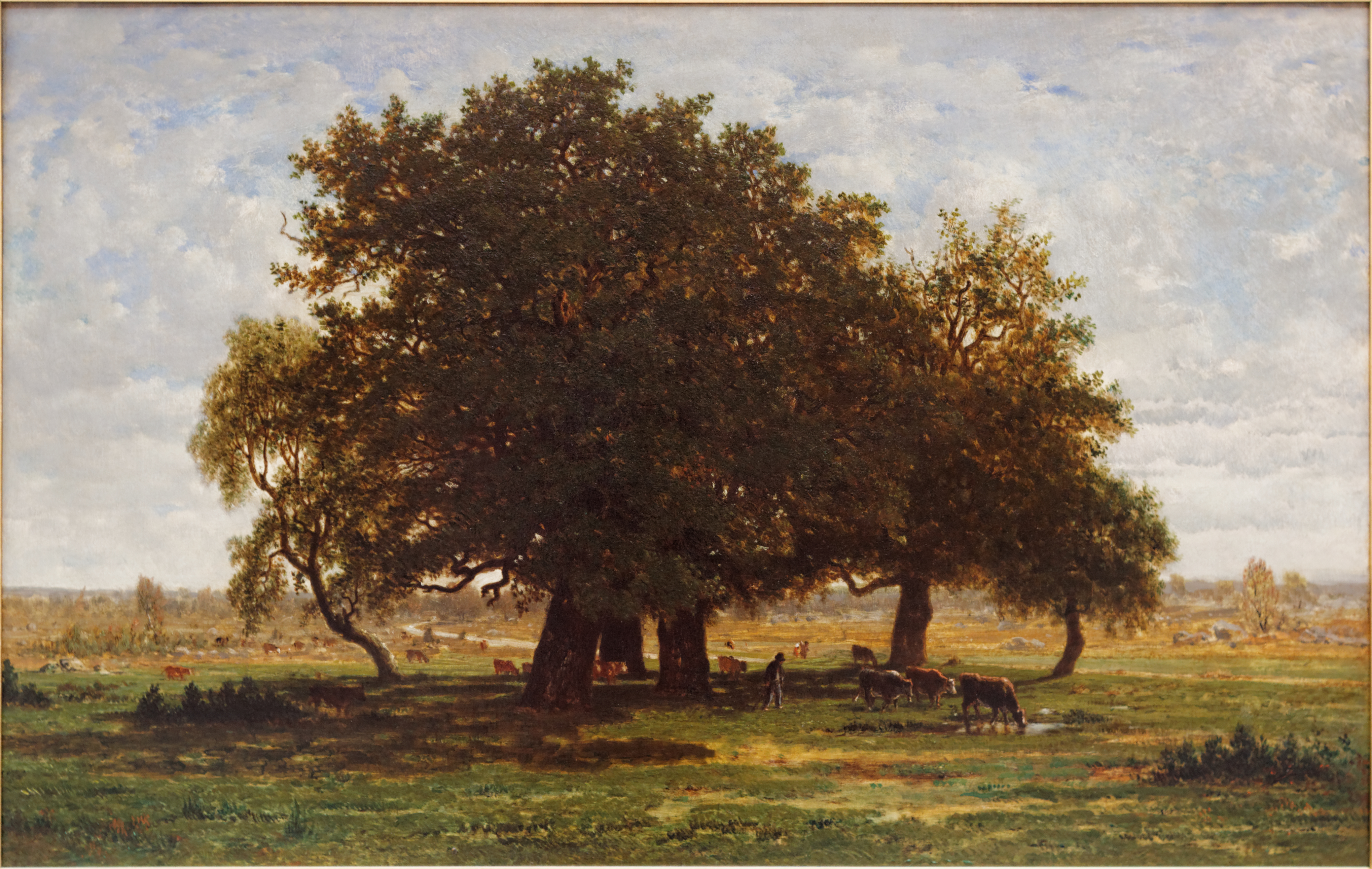
Théodore Rousseau, Chênes à Apremont (1852), Paris, musée d'Orsay.

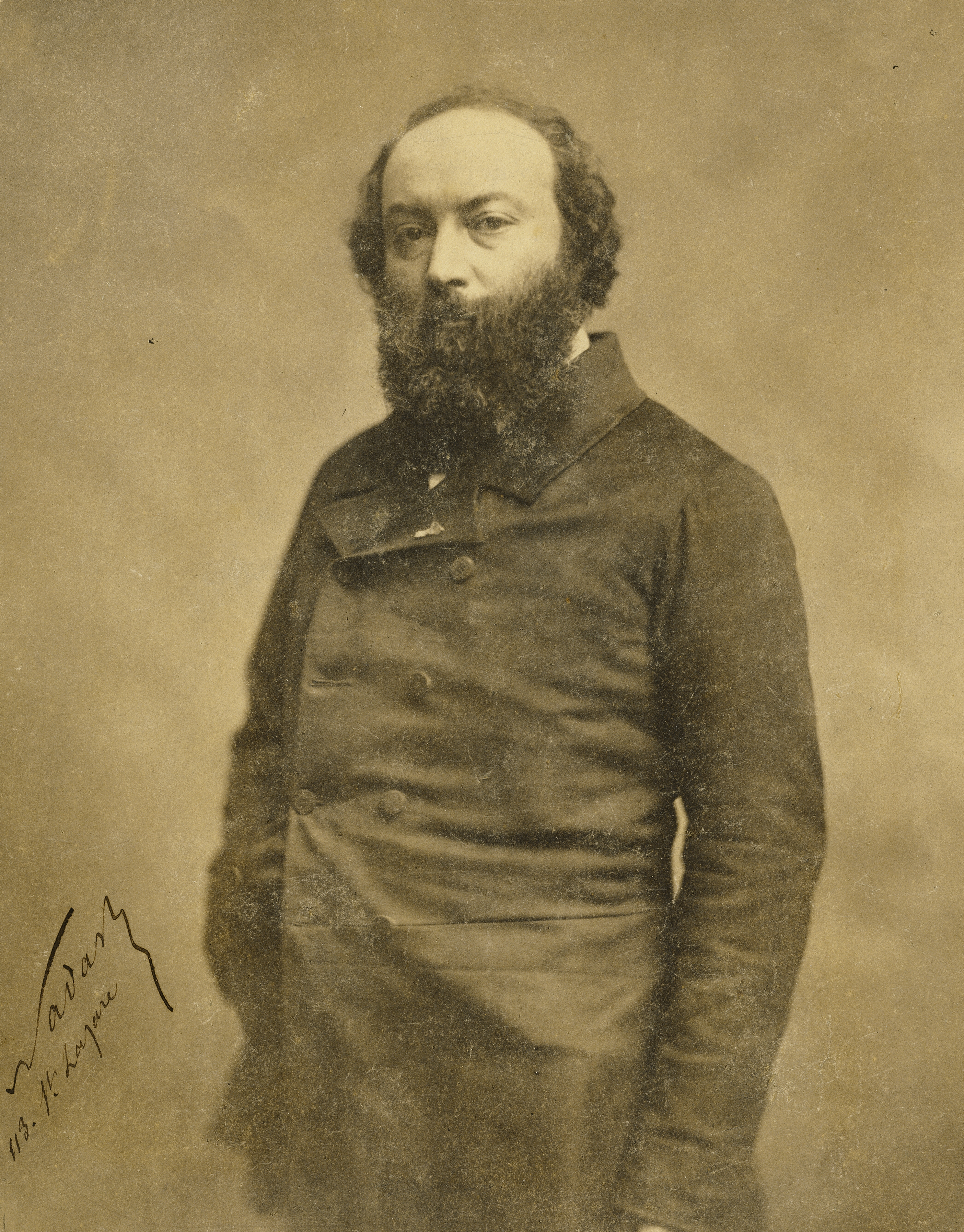
Théodore Rousseau.

## Histoire
Au début du XIXe siècle, les critères artistiques s'étaient fixés autour de la tradition néo-classique, dans la suite du peintre Jacques-Louis David. En marge de cet académisme, le romantisme formalisé par Géricault, Bonington et Delacroix prenait de l'ampleur. Dans la tradition académique, l’observation sensible de la nature était considérée comme inférieure à l’expérience intellectuelle, et le paysage restait un genre mineur. Des artistes comme Rousseau ou Daubigny s'inscrivirent en réaction à l'industrialisation naissante et à la pollution urbaine. Facilité par la production industrielle des couleurs favorisant une plus grande mobilité, le retour à la nature apparaît évident, la tranquillité de la contemplation prenant le dessus sur le charivari de la cité.
En 1824, le Salon de Paris exposa quelques-unes des œuvres de John Constable. Ses scènes rurales eurent une influence décisive sur des artistes plus jeunes, les menant à abandonner le formalisme de l'époque et à tirer leur propre inspiration de la nature : ils produisirent des toiles souvent rurales, s'éloignant d'un retour aux drames mythologiques et s'inspirèrent de la peinture paysagiste hollandaise du XVIIe siècle et du paysage anglais contemporain.
Au cours de la révolution de 1848, les peintres qui fréquentaient Barbizon optèrent de suivre délibérément les préceptes de John Constable, afin de rendre la nature elle-même sujet de leurs peintures. Parmi eux, Millet étendit sa vision des paysages aux personnages, peignant la paysannerie et les travaux des champs. Des glaneuses (1857) en est un parfait exemple, montrant trois paysannes occupées à glaner après la récolte, sans mise en scène dramatique ni démonstration, mais simplement une évocation de la vie simple, par exemple Albert Charpin (1842 Grasse - 1924 Asnières) qui a peint de nombreux paysages, troupeaux ovins et bovins.
En 1849, le développement des transports avec l'aménagement de la ligne de chemin de fer qui relie Paris à Melun, favorisa la venue des artistes et des touristes.
Rousseau (1867) et Millet (1875) moururent à Barbizon.
La peinture de Barbizon a été l'une des sources d'inspiration de nombreux peintres comme Hippolyte Camille Delpy, et particulièrement les peintres impressionnistes. L'émergence du courant impressionniste dans la seconde moitié du XIXe découle d'ailleurs en partie de l'influence exercée par les peintres de l'école de Barbizon.
L'influence de Barbizon s'étend au-delà des frontières grâce aux écoles belges prônant les mêmes codes picturaux : l'École de Calmpthout et l'École de Tervueren qui voient le jour en Belgique dans les années 1860.

## Un patrimoine préservé

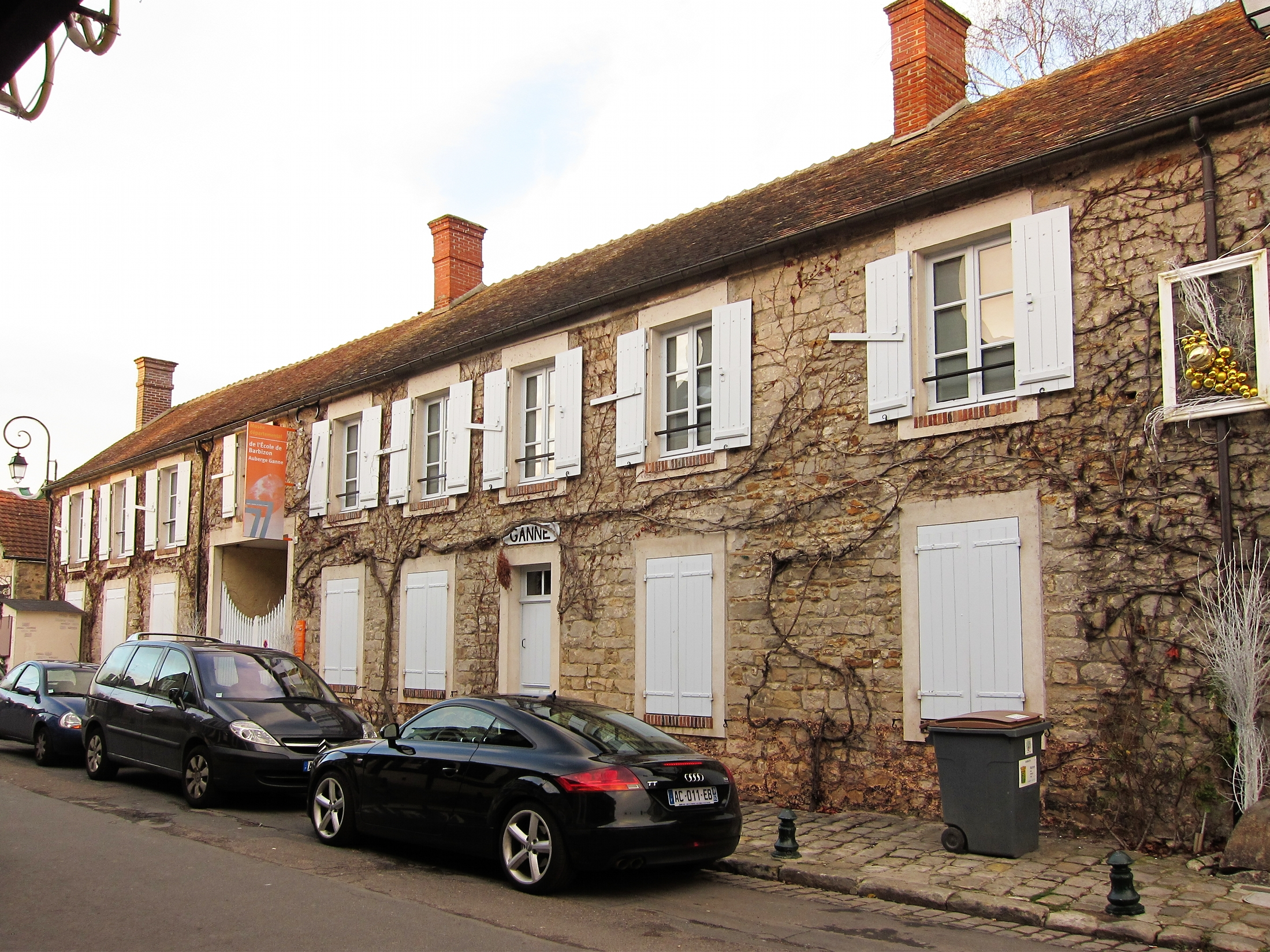
L'auberge Ganne, musée départemental de l'École de Barbizon.

Lieu de séjour de la plupart des peintres passés à Barbizon entre 1830 et 1870, l’auberge Ganne, ouverte en 1834 par François et Edme Ganne, a été rachetée par la commune et renferme depuis 1995 le musée des Peintres de Barbizon.